# Uganda
Uganda, oficialmente República de Uganda(pt-BR) ou do Uganda(pt-PT?) (em inglês: Republic of Uganda e em suaíli: Jamhuri ya Uganda) é um país sem ligação com o mar no leste da África. Faz fronteira a leste com o Quénia, a norte com o Sudão do Sul, a oeste com a República Democrática do Congo, a sudoeste com Ruanda e a sul com a Tanzânia. Uganda é o segundo país sem litoral mais populoso no continente africano. A parte sul do país inclui uma parcela substancial do Lago Vitória, compartilhado com o Quênia e Tanzânia, situando o país na região dos Grandes Lagos Africanos. Uganda também se encontra dentro da bacia do Nilo e tem um clima variado, mas geralmente clima de savana.
O nome Uganda deriva do reino do Buganda, que ainda hoje é considerado administrativamente como uma entidade semiautónoma, compreendendo toda a região central do país, incluindo a capital, Campala. Os túmulos dos Reis do Buganda em Kasubi (uma colina em Campala) são considerados património da humanidade. Os primeiros habitantes da região eram caçadores-coletores até há 1 700 a 2 300 anos, quando populações de língua bantas migraram para as regiões do sul do país.
A partir de 1800 a área foi governada como uma colônia pelos britânicos, que estabeleceram o direito administrativo em todo o território. Uganda ganhou a independência do Reino Unido em 9 de outubro de 1962. O período, desde então, tem sido marcado por conflitos intermitentes, mais recentemente, uma longa guerra civil contra o Exército de Resistência do Senhor, que resultou em milhares de vítimas e deslocou mais de um milhão de pessoas.
As línguas oficiais são o inglês e o suaíli. O luganda, uma língua bantu, é falada em boa parte do país, principalmente na região de Buganda. O atual presidente de Uganda é Yoweri Kaguta Museveni, que chegou ao poder em um golpe em 1986.

## Etimologia
O nome "Uganda", que é o nome do estado de Buganda na língua suaíli, foi usado pelos britânicos em 1894, quando criaram um protetorado com sede em Buganda. O nome em suaíli inclui o prefixo "u-", usado para denotar territórios, e a base "ganda", o nome dos bantus, um dos povos mais numerosos do país, significando assim: o país do povo ganda.

## História
O rico planalto entre os dois ramos do Vale do Rifte foi habitado por bantus e nilotas desde tempos imemoriais e, quando os árabes e europeus ali chegaram, no século XIX, encontraram vários reinos, aparentemente fundados no século XVI, o maior e mais importante dos quais era o ainda existente Buganda. Esta área foi, em 1888, concedida à Companhia Britânica da África Oriental e, em 1894, o reino do Buganda tornou-se um protectorado do Reino Unido.
Realizaram-se eleições em 1 de março de 1961 e Benedicto Kiwanuka tornou-se Ministro-Chefe (similar ao Primeiro-Ministro Britânico, porém, totalmente dependente da Coroa) de Uganda, ainda como uma commonwealth e tornou-se independente em 9 de outubro de 1962.
Nos anos seguintes verificou-se uma luta política entre os apoiantes de um estado centralizado, em vez da federação vigente baseada nos reinos. Como resultado, em fevereiro de 1966, o então Primeiro Ministro Apollo Milton Obote suspendeu a constituição, assumiu todos os poderes e depôs o Presidente e o Vice-Presidente. Em setembro de 1967, uma nova constituição proclamou o Uganda como uma república, deu ao presidente poderes adicionais e aboliu os reinos tradicionais.
Em 1971, Idi Amin tomou o poder num golpe de estado e dirigiu o país como um ditador durante quase uma década, expulsou os residentes de origem indiana e promoveu o assassinato de um número estimado em cerca de 300 000 ugandeses. O seu regime terminou com a invasão de um exército de rebeldes, apoiados pela Tanzânia em 1979 e multidões de ugandeses jubilantes, encheram as ruas para comemorar.
Depois deste contragolpe, a Frente Nacional de Libertação de Uganda formou um governo interino, com Yusuf Lule como presidente, que adoptou um sistema ministerial de administração e criou um órgão quase parlamentar, a Comissão Consultiva Nacional (NCC), mas este órgão e o gabinete de Lule tinham visões políticas diferentes e, em Junho de 1979, o NCC substituiu Lule por Godfrey Binaisa. A disputa continuou sobre os poderes do presidente interino, Binaisa foi afastado em maio de 1980 e Uganda passou a ser governado por uma comissão militar dirigida por Paulo Muwanga.
Em Dezembro de 1980, foram realizadas eleições, que levaram de novo à presidência Obote, que era vice-presidente de Muwanga. No período que se seguiu, as forças de segurança estabeleceram um dos piores recordes de violações direitos humanos do mundo. Nos seus esforços para terminar com uma rebelião liderada por Yoweri Museveni e o seu Exército de Resistência Nacional (“National Resistance Army” ou NRA), eles praticamente destruíram uma parte substancial do país, especialmente na área de Luwero, a norte de Campala.
Em 27 de Julho de 1985, uma brigada do exército composta por acholi (uma das etnias do Uganda) e comandada pelo Brigadeiro Bazilio Olara Okello e o General-de-Exército Tito Okello (não são parentes) tomou Campala e proclamou novamente um governo militar.
Obote exilou-se na Zâmbia e o novo regime, dirigido pelo anterior comandante das forças de defesa, o General Tito Okello, iniciou negociações com Museveni, prometendo melhorar o respeito pelos direitos humanos, acabar com os conflitos entre tribos e organizar eleições livres e justas. No entanto, os massacres continuaram, uma vez que Okello tentava destruir o NRA e seus apoiantes.
Apesar de negociações em Nairobi, sob a mediação do Presidente queniano Daniel Arap Moi, terem chegado a um acordo de cessar-fogo, o NRA continuou a lutar e, em Janeiro de 1986, capturou Campala, forçando as forças de Okello a fugirem para o Sudão e colocando Museveni como presidente. Este acabou com os abusos aos direitos humanos, iniciou uma política de liberalização e de liberdade de imprensa e estabeleceu acordos com o Fundo Monetário Internacional, o Banco Mundial e com vários países.
Museveni foi democraticamente eleito em 1996, quando concorreu contra Paul Ssemogere, líder do Partido Democrático, tendo recebido 75% dos votos.

### Taxa para redes sociais e aplicativos de mensagens
No dia 31 de maio de 2018, o parlamento de Uganda aprovou uma lei para taxar usuários de redes sociais e serviços de mensagem na internet. O preço é 200 shillings por que equivale aproximadamente a R$ 0,20. Os recursos serão usados para "manter a segurança do país e ampliar o acesso a eletricidade, para que as pessoas possam desfrutar mais das redes sociais".

## Geografia

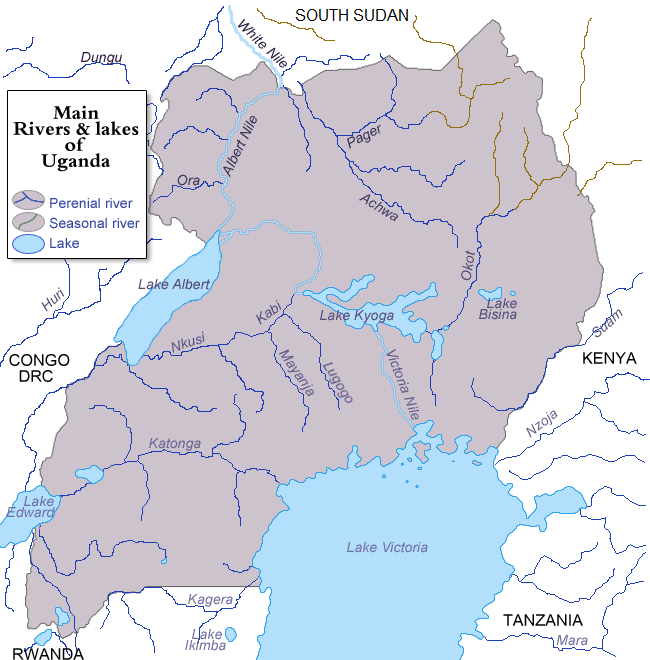
Mapa hidrográfico de Uganda

Uganda é um país localizado na região dos grandes lagos africanos e também é o principal refúgio do gorila-das-montanhas. Território coberto por savanas e selvas equatoriais de altitude, com grande número de rios e lagos, localizado em uma região de planaltos e montanhas no centro-leste do continente africano.
Uganda está dividida em duas regiões de montanhas entre os ramos ocidental e oriental do Vale do Rifte. No centro, segue-se o vale do Alto Nilo, saindo do Lago Victoria, formando o Lago Kyoga desaguando no Lago Alberto, a noroeste. Desse lago, o rio segue para o norte em direção à fronteira com o Sudão do Sul, onde passa a ser denominado Nilo Branco.
Nas montanhas a oeste, dividindo a fronteira com a República Democrática do Congo, erguem-se os Montes Ruwenzori, um maciço montanhoso de vários picos nevados, com 5 109 metros de altitude no Monte Stanley ou Monte Margarida, o ponto mais alto do país e o terceiro de toda África. Ao sudoeste, na divisa com Ruanda e também com a República Democrática do Congo, encontram-se os Montes Virunga, com picos de mais de 3 mil metros de altitude e formações vulcânicas ativas. Estes dois perfis geológicos são consequência da atividade tectônica do Vale do Rifte.
A leste, na fronteira com o Quênia, localiza-se o Monte Elgon com 4 321 metros em seu ponto mais alto. É um vulcão extinto em um maciço vulcânico, com outros subcones numa área aproximada de 3 500 km², ramificado da cadeia marginal do Vale do Rifte Oriental.
Por ser uma região de relevo acidentado e vales profundos e extensos no centro e sul, a pluviosidade é abundante, por consequência da umidade das florestas equatoriais. Períodos de estiagem regulares acontecem mais ao norte e nordeste, onde predominam as savanas.

### Ambiente
Nove parques nacionais e seis reservas de caça atestam a beleza natural do país e o desejo de protegê-la. Eles estão espalhados por todo o país, e a maioria está localizada perto das fronteiras, e não no centro. Como resultado, paisagens e comunidades diversas são protegidas.
O Parque Nacional de Bwindi abriga uma das duas únicas populações de gorilas-das-montanhas remanescentes no mundo. Um sinal da crescente importância dos gorilas da Floresta Tropical de Bwindi e do Parque Nacional dos Gorilas de Mgahinga para o turismo é que os animais ameaçados de extinção estamparam o verso da maior nota do país em 2007 e 2010.
O Uganda assinou o Protocolo de Quioto sobre as mudanças climáticas e vários outros acordos ambientais e de conservação da natureza.

## Demografia
Até 2018, a Uganda tem 42 milhões de habitantes, vivendo principalmente à beira dos Grandes Lagos Africanos que este país partilha. Até 2005 a única língua oficial era o inglês, quando foi adicionada a língua suaíli que é amplamente usada nos países próximos e no norte do país. Estão listadas 39 línguas africanas, dos grupos bantu e nilóticas, entre as quais, a mais falada (por cerca de 16% da população) é a língua "ganda" ou luganda, relativa ao principal grupo étnico deste país, os baganda. Outras línguas indianas são usadas em algumas partes do país.

### Religião
Uganda é um país maioritariamente cristão, em que 83,9% da população segue esta doutrina. De acordo com os censos realizados em 2002, a população divide-se ao nível religioso da seguinte forma:
| Total de cristãos | Protestantes | Católicos | Muçulmanos | Outra religião | Sem religião |
| 83,9%             | 42%          | 41,9%     | 12,1%      | 3,1%           | 0,9%         |

## Subdivisões
O Uganda é dividido em distritos, distribuídos por quatro regiões administrativas: Norte, Leste, Central e ocidental. A maior parte dos distritos são nomeados após suas principais cidades comerciais e administrativas.

## Política
A política de Uganda tem lugar num quadro de uma república democrática representativa presidencial, segundo a qual o Presidente de Uganda é simultaneamente chefe de Estado e chefe de Governo, e de um sistema multipartidário. O Poder Executivo é exercido pelo governo. O Poder Legislativo é investido tanto no governo como no parlamento, a Assembleia Nacional.
O sufrágio é universal, para os cidadãos maiores de 18 anos. Entre 1986 e 2005 houve uma proibição de política multipardária.
Vale mencionar que ainda existem movimentos que reivindicam a conversão de Uganda em uma federação de "reinos semi-independentes", dando autonomia aos "reinos tradicionais ugandenses" (as "monarquias" nativas que existiam no território antes dos ingleses o converterem em colônia, que foram restabelecidos pelo presidente Yoweri Museveni em 1993 como "instituições culturais"). Estes pedem o restabelecimento dos poderes políticos e administrativos dos "reis" (que atualmente são lideres populares de grande influência, o que fazem políticos buscarem seu apoio, porém, na prática, se resumem a elementos culturais com funções meramente cerimoniais para seus respectivos povos e são proibidos de participarem da política). Tais reinvindicações já levaram a conflitos entre seus apoiadores e forças do governo. A titulo de curiosidade, existem dez reinos tradicionais, sendo os principais:
- Buganda (o maior e mais influente, sob liderança do kabaka Ronald Muwenda Mutesi II)

- Bunyoro (liderado pelo omukama Solomon Iguru I)

- Busoga (liderado pelo kyabazinga William Gabula Nadiope IV)

- Toro (liderado pelo omukama Rukidi IV)

- os povos Acholi (que embora não constituam um reino tradicional como dos demais, em Uganda, são presididos pelo rwot David Onen Acana II)

- os reinos do povo banyankore Bahima e Bairu.[12][13]

## Forças armadas

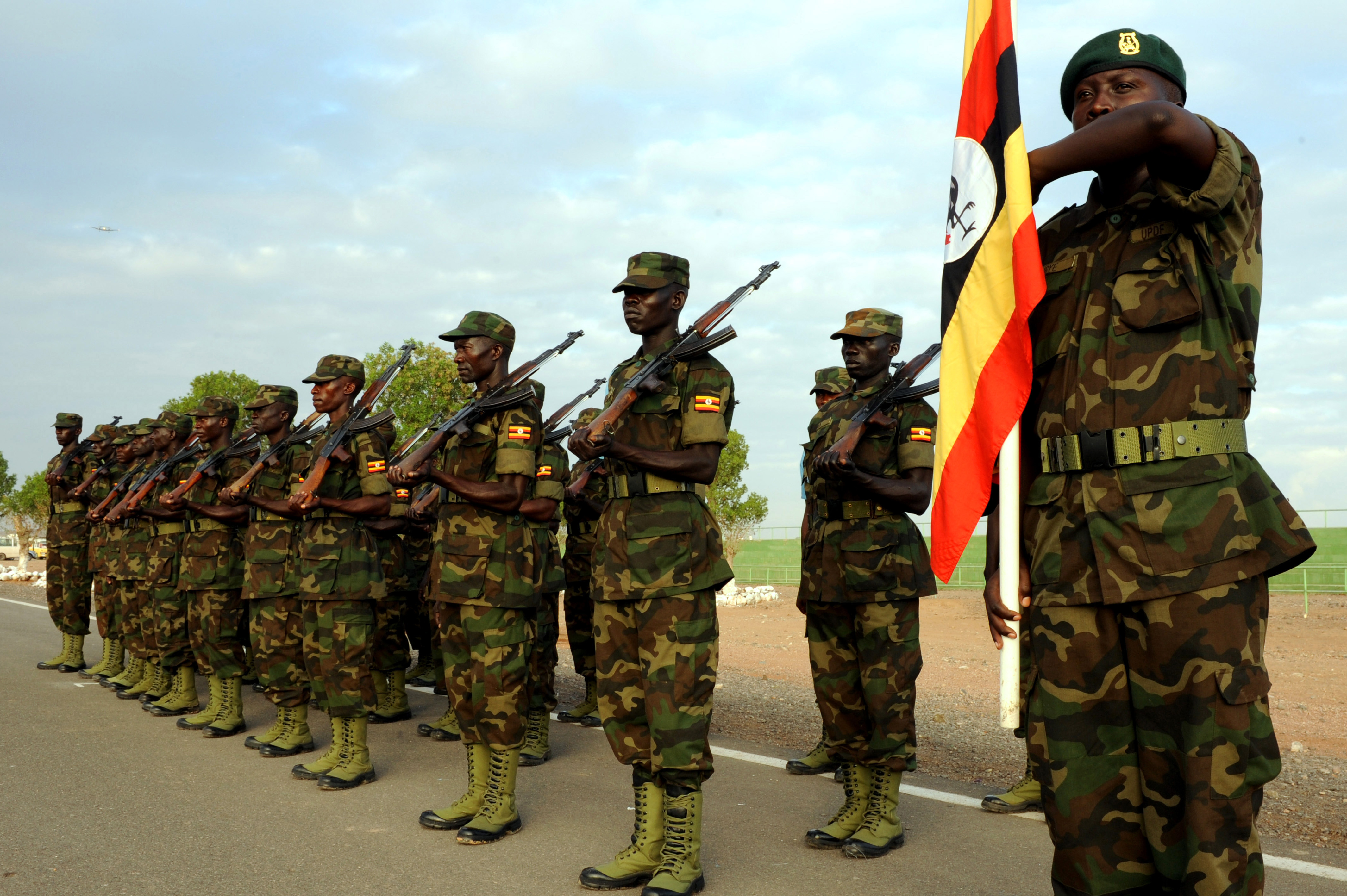
Soldados do exército ugandense

As Forças de Defesa Popular de Uganda são as forças armadas do país. Estima-se que pelo menos 45 000 militares estejam no serviço ativo. Envolvido entre a década de 60 e 70 em repressão política e golpes de estado, atualmente o exército ugandense participa de diversas missões de paz na região. Uganda tem soldados em missões da ONU e de outras organizações internacionais na República Democrática do Congo, na República Centro-Africana, na Somália e no Sudão do Sul.

## Economia

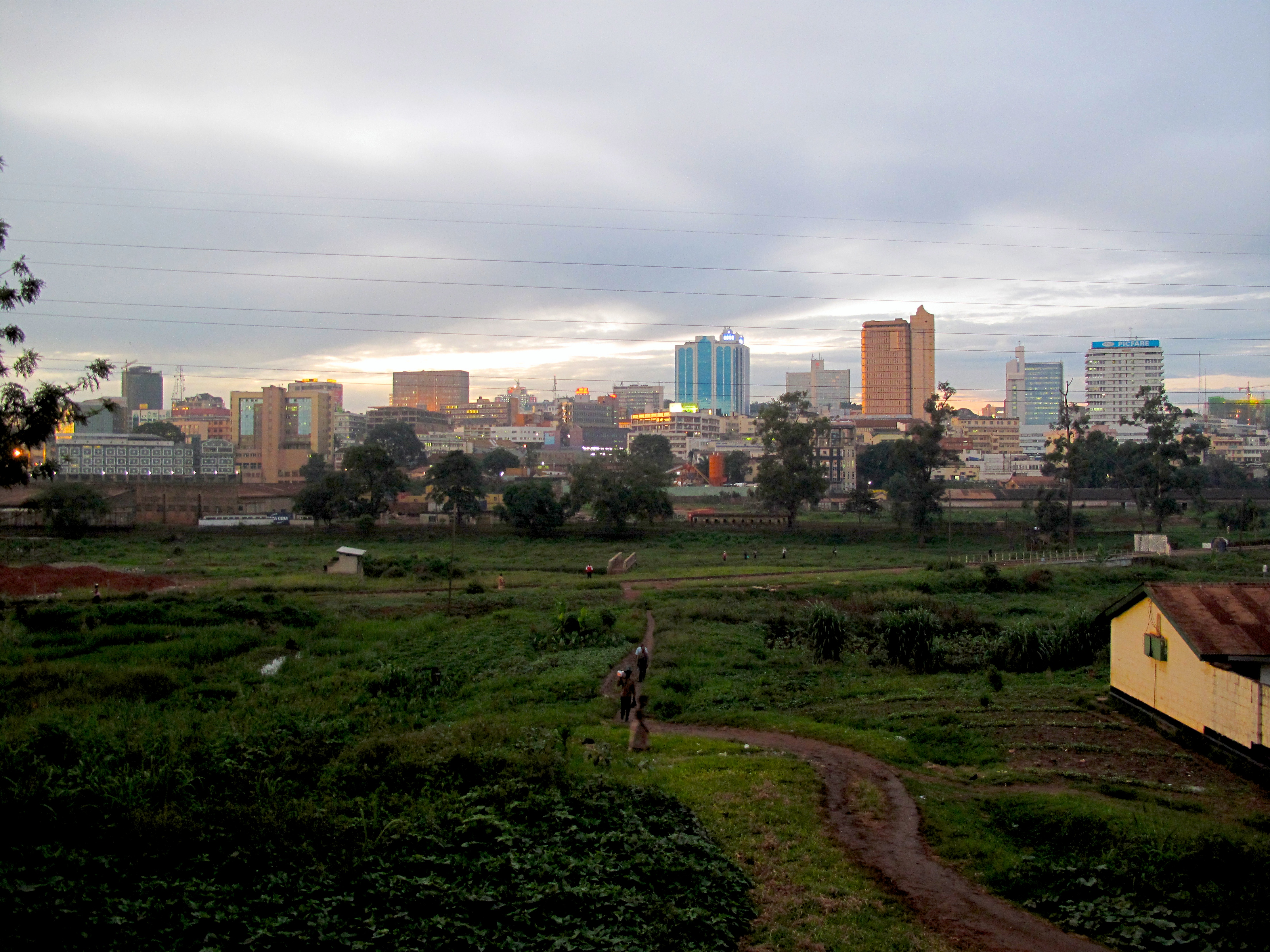
Campala, capital do país.

Principais produtos de exportação de Uganda em 2019

Na agricultura, o país foi, em 2018, um dos 5 maiores produtores do mundo de banana-da-terra e batata-doce, o 10º maior produtor do mundo de café, além de ter grandes produções de cana de açúcar, milho, mandioca, feijão, entre outros. Na pecuária, se destaca a produção de leite de vaca (1,8 bilhão de litros em 2019). As maiores exportações de produtos agropecuários processados do país em termos de valor, em 2019, foram: café (U$ 359 milhões), leite (U$ 109 milhões), açúcar (U$ 90 milhões), chá (U$ 77 milhões), feijão (U$ 70 milhões), farinhas (U$ 62 milhões), algodão (U$ 60 milhões), cacau (U$ 60 milhões), milho (U$ 57 milhões), tabaco (U$ 54 milhões), sorgo (U$ 54 milhões), arroz (U$ 47 milhões), óleo de palma (U$ 41 milhões), entre outros. O país também exporta pescado. O país iniciou reformas econômicas e o crescimento tem sido robusto. Em 2008, Uganda registou um crescimento de 7%, apesar da crise mundial e da instabilidade regional. Apesar do crescimento econômico notável, o país ainda é considerado um dos mais pobres do mundo, principalmente devido a décadas de guerras e corrupção que assolaram a nação.
Uganda tem recursos naturais substanciais, incluindo solos férteis, chuvas regulares e depósitos minerais consideráveis de cobre e cobalto. O país tem reservas, em grande parte inexploradas, de petróleo bruto e gás natural. Embora a agricultura tenha sido responsável por 56% da economia em 1986, com o café como seu principal produto de exportação, o setor foi superado pelo de serviços, que respondeu por 52% do PIB em 2007. Desde 1986, o governo (com o apoio de países estrangeiros e agências internacionais) tem agido para reabilitar uma economia devastada durante o regime de Idi Amin e a guerra civil subsequente. A inflação correu a 240% em 1987 e 42% em junho de 1992, registrando 5,1% em 2003.
Entre 1990 e 2001, a economia cresceu devido ao contínuo investimento na reabilitação de infraestrutura, melhores incentivos para a produção e as exportações, a inflação reduziu-se e melhorou gradualmente a segurança interna. O envolvimento de Uganda na Segunda Guerra do Congo, a corrupção no governo e a ausência de reformas econômicas levantam dúvidas sobre a continuação de um forte crescimento da economia. Em 2000 Uganda qualificou-se para o programa de ajuda aos países pobres altamente endividados, recebendo o perdão de US$ 1,3 bilhões de sua dívida externa, e do Clube de Paris o perdão de outros 145 milhões de dólares.

## Infraestrutura

### Educação
Nas estimativas de 2010, Uganda apresentou uma taxa de alfabetização de 73,2% (82,6% para os homens e 64,6% para as mulheres). O gasto público em educação foi de 5,2% do PIB entre 2002 e 2005. O sistema de educação em Uganda tem uma estrutura de 7 anos de ensino primário, 6 anos de ensino secundário (dividido em 4 anos de secundário inferior e 2 anos de ensino secundário) e 3-5 anos de ensino pós-secundário. Existem exames de estado que devem ser feitos em todos os níveis da educação.
O atual sistema existe desde o início dos anos 1960. Embora o ensino primário seja obrigatório nos termos da lei, em muitas comunidades rurais há famílias que não podem pagar os custos do estudo, tais como uniformes e materiais didáticos. A maioria das grandes escolas que foram anteriormente construídas eram administradas por igrejas ou outras organizações, entre as quais a Igreja de Uganda e a Igreja Católica. Há um notável número de escolas privadas que foram estabelecidas. No ensino fundamental, é necessário a realização de um exame educacional no final de cada ano letivo, para discernir se os estudantes estão aptos a avançar para o próximo ano de estudo. O ensino secundário é encontrado principalmente nas grandes cidades, sendo de caráter opcional.

### Saúde
A esperança de vida ao nascer foi estimada em 56,3 anos em 2018, com os homens vivendo, em média, 54,8 anos, e as mulheres apresentando uma expectativa de vida de 57,8 anos de idade. A taxa de mortalidade infantil foi de aproximadamente 54,6 mortes por mil crianças em 2018. Havia oito médicos por 100 mil pessoas no início dos anos 2000. A Pesquisa Demográfica de Saúde de Uganda (UDHS) de 2006 indicou que cerca de 6 mil mulheres morrem a cada ano de complicações relacionadas à gravidez. No entanto, estudos-piloto promovidos pela Future Health Systems têm mostrado que essa taxa poderia ser significativamente reduzida através da implementação de um sistema de voucher para serviços de saúde e transporte para clínicas.
Uganda tem sido um dos poucos países da África a apresentar sucesso em suas políticas de combate ao HIV. As taxas de infecção, que eram de 30% da população na década de 1980, caíram para 6,4% no final de 2008. No entanto, tem havido um aumento nos últimos anos em comparação com meados da década de 1990. Em 2017, cerca de 5,9% da população adulta do país era portadora do vírus HIV. A prevalência da mutilação genital feminina (MGF) é baixa: de acordo com um relatório da UNICEF de 2013, cerca de 1% das mulheres em Uganda foram submetidas à mutilação genital feminina, sendo que a prática é ilegal no país.

## Cultura
| Data           | Nome em português               | Nome local                 | Notas                   |
| -------------- | ------------------------------- | -------------------------- | ----------------------- |
| 1 de janeiro   | Ano-Novo                        | New Year's Day             |                         |
| 26 de janeiro  | Dia da Liberdade                | Release day                |                         |
| 8 de março     | Dia Internacional da Mulher     |                            |                         |
| março-abril    | Segunda e sexta-feira de páscoa |                            |                         |
| 1 de maio      | Dia do Trabalho                 |                            |                         |
| maio           | Pentecostes                     | Whitsuntide                |                         |
| 3 de junho     | Dia dos mártires                | Martyr day                 |                         |
| 9 de junho     | Dia dos heróis nacionais        | Day of the national héroes |                         |
| 9 de outubro   | Dia da independência            | Independence day           |                         |
| 25 de dezembro | Natal                           | Christmas                  |                         |
| 25 de dezembro | Festa do Sacrifício             | Eid ul-Adha                | Festa muçulmana         |
| 25 de dezembro | Festa do fim do Ramadão         | Eid ul-Fitr                | Indica o fim do Ramadão |